# Pleister (bouw)

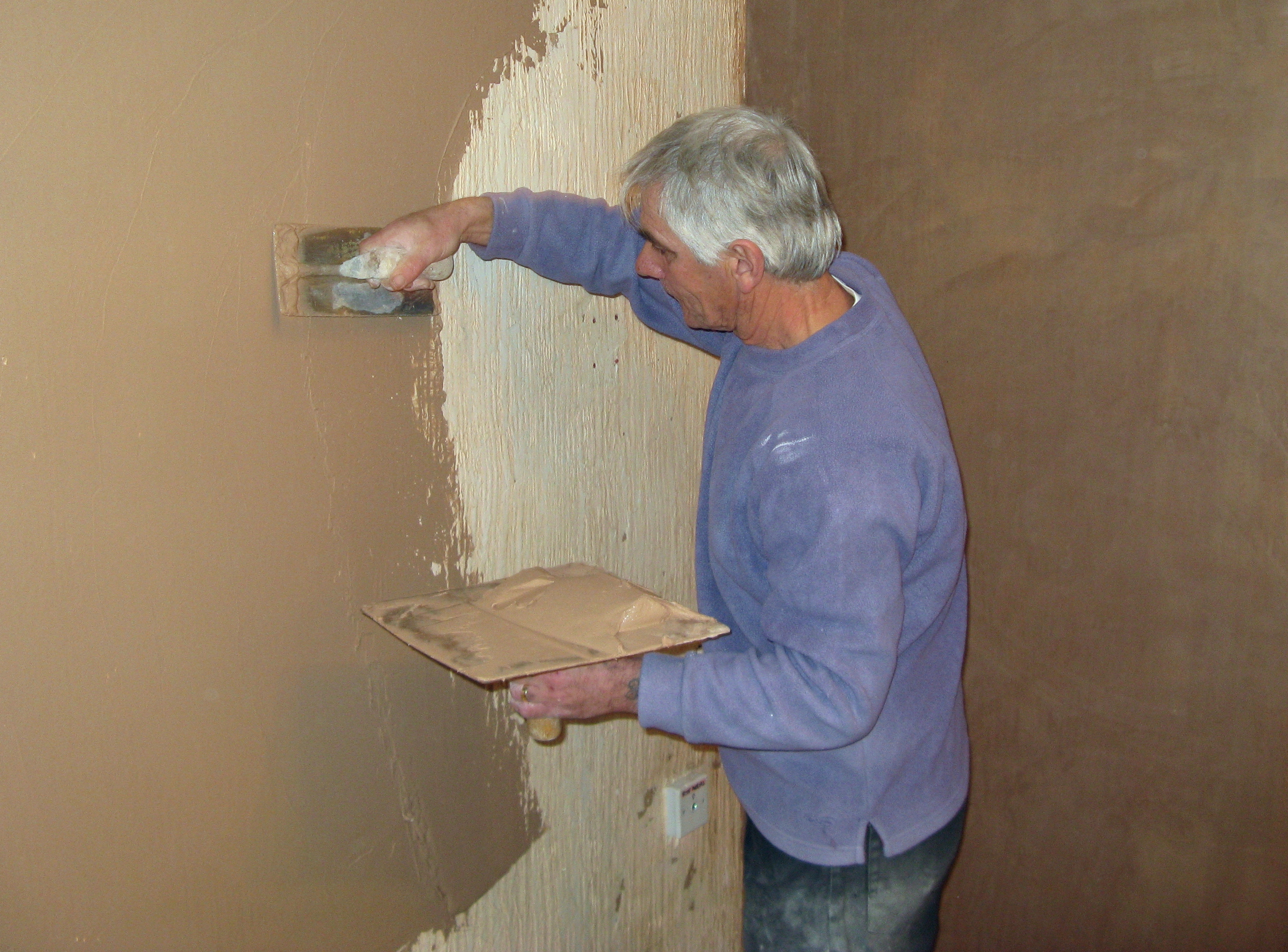
Het aanbrengen van pleisterwerk op een muur

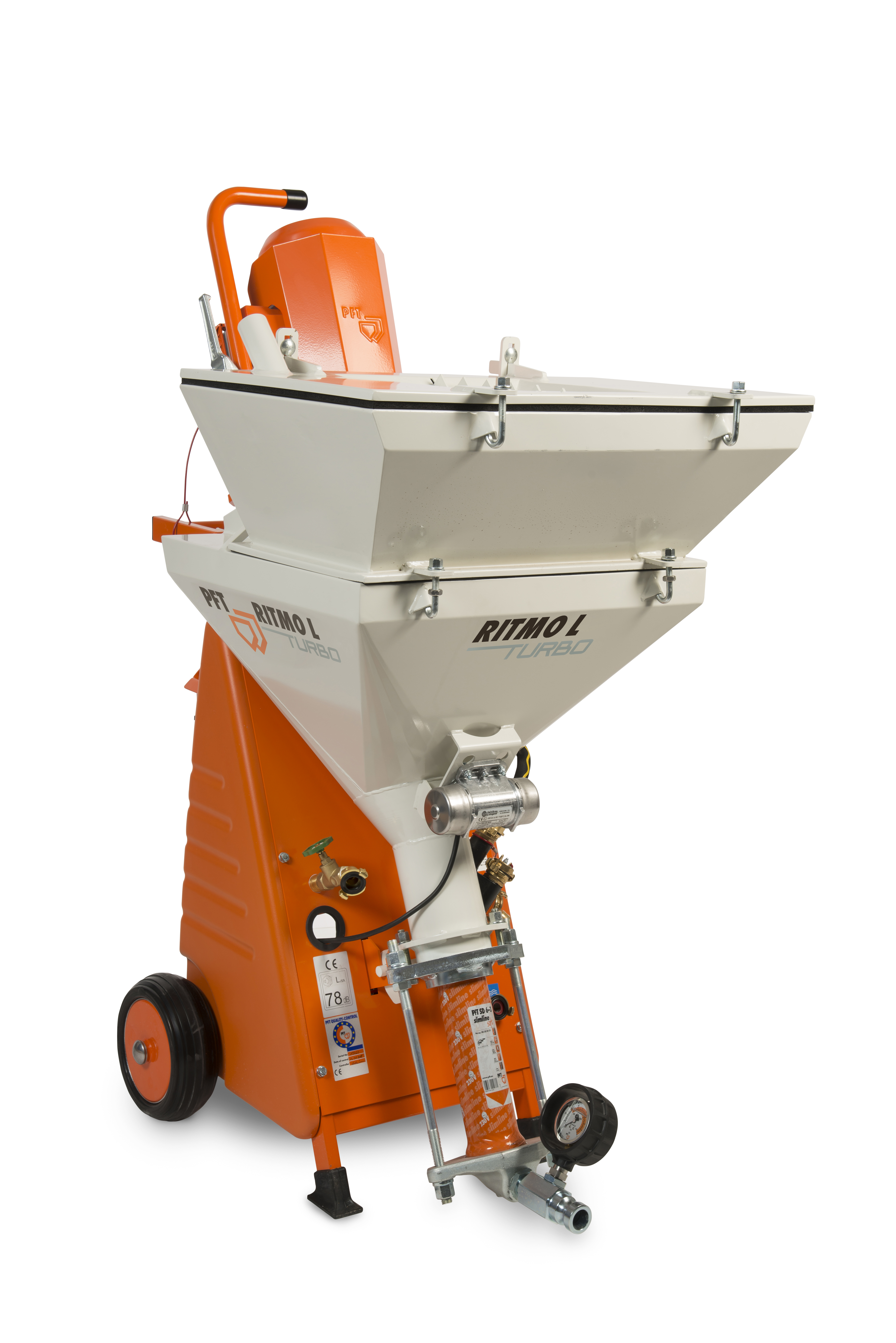
Hedendaagse gipsspuitmachine

Pleister of pleistermortel is een laag mortel van enkele millimeters tot enkele centimeters dik, in hoofdzaak bestaande uit gips of kalk, soms met zand en andere toeslagen vermengd, aangebracht op een muur, gewelf of plafond. Met het pleisteren of stukadoren worden muren of plafonds vlak gemaakt zodat ze daarna eventueel afgewerkt kunnen worden met bijvoorbeeld verf of wandbehang.
Andere benamingen voor pleister zijn: kalk, witkalk, muurkalk, plaaster, pleistermortel, pleisterkalk, stuc en witsel.

## Werkwijze
Door pleisterwerk wordt soms ook zand gedaan. Het wordt dan enigszins korrelig van structuur. Dit type muren wordt daarna afgewerkt met verf. Het aanbrengen van een pleisterlaag wordt tegenwoordig veelal gedaan met een (gips)spuitmachine die ervoor zorgt dat de mortel goed met het water wordt vermengd. Door middel van een mantel en een worm wordt de gemengde mortel door een slang getransporteerd en uiteindelijk in combinatie met lucht tegen de wand of het plafond gespoten.
Iemand die pleister aanbrengt heet een stukadoor. Als een stukadoor pleisterwerk met profielen, sierlijsten, rozetten e.d. aanbrengt, spreekt men van stuc, stucco of sierstucwerk. Dit is vaak gespecialiseerd vakwerk voor een sierstucwerker.

### Tadelakt
Tadelakt (vert.: inwrijven of inmasseren) is een traditionele stuctechniek die wel wordt gebruikt in het Middellandse Zeegebied en in hamams (oosterse badruimten).

## Stucwerk
Pleisterwerk is glad of met een geribde structuur, zonder versieringen. Een bijzondere vorm van pleister is spachtelputz. Andere 'sierpleisters' zijn rustiekputz en granol.

### Leemstuc
Stucwerk van leem wordt vaak gecombineerd met ecologisch bouwen. Het is een natuurlijk materiaal, werkt vochtregulerend, geluidsabsorberend en zorgt voor een lagere temperatuur in de zomer en hogere temperatuur in de winter ten opzichte van anderssoortig pleisterwerk.

## Ontpleistering
Sedert de 19e eeuw werd tijdens restauratiewerken in meerdere kerken de eerder aangebrachte pleisterlaag verwijderd, om zo het oorspronkelijk, soms gotische, kerkinterieur te herstellen.